# Festival de cinema
Un festival cinematogràfic és una extensa presentació de pel·lícules cinematogràfiques organitzada en una o més sales de cinema i que normalment se celebra en una única localitat. Els films poden ser fets en dates recents i segons els objectius de cada festival poden incloure realitzacions internacionals o bé pel·lícules del propi país.
De vegades s'especialitzen en un tipus de pel·lícules, de  gènere (per exemple el cinema negre), o de temàtica (cinema gai i lèsbic).
Normalment són esdeveniments de periodicitat anual.

## Història
El primer festival mundial de caràcter internacional és el Festival de Cinema de Venècia del 1938; altres dels principals són els de Berlín, Edimburg, Canes, Moscou, i Karlovy Vary, iniciats en les dècades de 1930, 1940 i 1950.
Actualment hi ha milers de festivals de cinema a tot el món, que van des dels que tenen un alt perfil, com el Sundance Film Festival, fins als de cinema de terror, com va ser el cas durant molts anys del Festival de Cinema de Sitges i actualment ho és el Terror Film Festival de Filadèlfia (Estats Units).
El Festival de Canes està àmpliament reconegut com el més influent i prestigiós del món.
Entre els dedicats a temes de medi ambient, el 2009 es va inaugurar l'Environmental Film Festival a la Universitat Yale, amb documentals i curtmetratges.

## Festivals internacionals
Alguns dels més destacats són:
- Festival Internacional de Cinema de Canes (França)
- Festival Internacional de Cinema de Venècia (Itàlia)
- Festival Internacional de Cinema de Berlín (Alemanya)
- Festival Internacional de Cinema de Sant Sebastià (País Basc)
- Festival Internacional de Cinema Fantàstic de Catalunya, a Sitges (Catalunya)
- Festival Internacional de Cinema de Terror de Molins de Rei (Catalunya)
- Festival Internacional de Cinema de Toronto (Canadà)
- Festival Internacional de Cinema de Locarno (Suïssa)
- Fantasporto, a Porto (Portugal)

## Als Països Catalans
Històricament, els Països Catalans han estat prolífics en certàmens cinematogràfics. El Festival de Sitges té una llarga tradició i una gran reputació internacional dins del gènere fantàstic, però no és l'únic. Al país hi ha molts altres festivals i mostres consagrats a altres gèneres o bé als cinemes experimentals, documentals, de curtmetratge i d'animació.
Durant molts anys, el Festival de Cinema de Sitges, dedicat al cinema de terror i fantàstic, va ser l'únic certamen català reconegut arreu. La primera edició es va celebrar el 1967 i ha variat de model al llarg dels anys (va passar-se a dir durant diverses edicions Festival Internacional de Cinema de Catalunya, en un intent d'aplegar més variants sense deixar de banda l'especificitat del terror) per retrobar-se en els darrers temps, sota la direcció d'Àngel Sala, amb la fórmula genèrica que més rèdit i prestigi li ha donat.
Sitges ha estat la plataforma de molts noms internacionals importants dins del gènere fantàstic i/o terrorífic i s'ha convertit també en el lloc ideal per donar a conèixer els molts practicants que el gènere té a l'estat espanyol. L'èxit comercial del terror fa possible, sens dubte, que existeixi un certamen com aquest, però també es pot dir que sense Sitges no hi hauria hagut una tendència a l'alça en la producció de cinema fantàstic autòcton com la que s'ha desenvolupat els darrers anys.
L'altra gran manifestació cinematogràfica de Catalunya va ser la Setmana Internacional de Cinema en Color de Barcelona. Aquest festival va ser creat el 1959 i dirigit durant bona part de la seva existència pel traspassat crític José Luis Guarner. Amb l'excusa de l'especialització del color, va exhibir durant els anys de la dictadura franquista moltes de les pel·lícules que la censura prohibia i es va convertir en un oasi de llibertat expressiva que aplegava espectadors molt diversos.
Aquesta mostra va desaparèixer el 1986 per donar pas al Festival de Cinema de Barcelona. Films i Directors (1987-1990), presidit per Guarner i dirigit per Joan Lorente Costa. Entre altres coses, va promoure la creació i aplicació d'un manifest pels drets d'autor dels cineastes de tot arreu i va instaurar un premi remunerat per ser invertit en la següent producció del mateix director.
A Barcelona, sense una mostra no especialitzada des del 1990, hi han proliferat els festivals de dimensió més petita i temàtica concreta fins a convertir-se en una de les ciutats de l'estat més generoses en aquest sentit, amb espai per a totes les tendències i públics. Alguns exemples són el Festival de Cinema Asiàtic (BAFF), el Festival Internacional de Documentals (DocsBarcelona), el de cinema documental musical (IN-EDIT), el de cinema independent L'Alternativa, el corresponent al medi ambient (FICMA), la Mostra de Cinema Africà o la de Cinema Gai i Lesbià. També té el de curtmetratges, MECAL, però són moltes les ciutats grans i petites del país que han generat festivals.
El gust pel festival cinematogràfic s'ha estès de manera tentacular per tota la geografia catalana, encara que la tradició ve de lluny, com demostren la clàssica Setmana de Cinema Espanyol i el Festival de Cine de Terror, ambdós celebrats a Molins de Rei, o el veterà Festival de Muntanya de Torelló. En l'actualitat, certàmens com el Cardoterror - Festival de cinema de terror de Cardedeu, Girona, el Festival internacional de cinema negre de Manresa de Manresa, la Mostra de Cinema Llatinoamericà de Catalunya i la Mostra Internacional de Cinema d'Animació de Catalunya (ANIMAC), mantenen ben viva la dinàmica cinematogràfica.